# سوزان ألبرشت
سوزان ألبرشت (بالألمانية: Susanne Albrecht )‏ (و. 1951  م) هي مُدرسة ألمانية، ولدت في هامبورغ، هي عضوةٌ في جماعة الجيش الأحمر.

## التعليم
تعلمت في جامعة هامبورغ.